# Nikolái Meshcheriakov
Nikolái Kuzmich Meshcheriakov –en ruso, Николай Кузьмич Мещеряков– (Tokariovka, 7 de enero de 1935–8 de mayo de 2011) fue un deportista soviético que compitió en biatlón. Ganó una medalla de oro en el Campeonato Mundial de Biatlón de 1963, en la prueba por equipos.

## Palmarés internacional
| Campeonato Mundial | Campeonato Mundial | Campeonato Mundial | Campeonato Mundial |
| Año                | Lugar              | Medalla            | Prueba             |
| ------------------ | ------------------ | ------------------ | ------------------ |
| 1963               | Seefeld (Austria)  | Medalla de oro     | Equipo             |